# تثليث السطح
تثليث السطح (بالإنجليزية: Surface triangulation)‏ عبارة عن نقط تحكم تنشأ لتكون أساسا (أو هيكلا) لإجراء عمليات مساحية كبيرة وضابطا ومرجعا لجميع الأعمال المساحية لسطح.
ولها عدة درجات من الدرجة الأولي أو أحيانا قبلها تسمي الأولية أو الدرجة صفر وتنتهي بالدرجة الرابعة أو الخامسة وهي شبكات المضلعات وتقل دق إحداثيات نقاط الشبكة كلما زادت درجتها.

## اقرأ أيضاً
- تثليث (هندسة رياضية)